# Desovo
Desovo (makedonska: Десово) är en ort i Nordmakedonien. Den ligger i kommunen Dolneni, i den centrala delen av landet, 60 kilometer söder om huvudstaden Skopje. Desovo ligger 665 meter över havet och antalet invånare är 1 317.